# Походи на Константинополь (1624)
Походи на Стамбул (1624) — морські походи запорізьких козаків на чолі з гетьманом Михайлом Дорошенком на столицю Османської імперії.

## Перший похід
Літом 1624 р. турецька флотилія під командуванням адмірала Раджеб-паші вирушила у похід на Кафу, ціллю якого було приведення до покори непокірних татарських васалів. Козаки вирішили використати цей момент для нападу на Стамбул. І хоча про їх прибуття ходило чимало гучних, навіть перебільшених, чуток та попереджень про можливість грізного нападу, турецький адмірал проігнорував їх та вирушив до Криму.
Столиця імперії опинилася без оборони. Тоді ж запорожці на 70-80 чайках опинилися по два боки Босфору. У ніч на 9 липня козаки спокійно напали на місто, грабуючи і спалюючи житлові та адміністративні будівлі. На європейському березі було знищено Буюк-дере, Єнікой, на азійському захисні мури.
Протягом шести годин запорожці нищили ряди розкішних будинків, після чого близько 9 години ранку рушили на море.
Викликаний в Стамбулі галас дійшов до султана Мурада IV, котрий, попри недостатню кількість флоту, вирішив негайно покарати козаків за скоєне. Нестачу галер він компенсував різними човнами, на які посадив чимало цивільного населення. Сподіваючись налякати запорожців кількістю, він вислав на них аж кількасот таких суден під керуванням Халіля-паші. Проте, побачивши цю імпровізовану армаду, козаки стали посеред протоки, поставили свої чайки півколом й спокійно чекали нападу. Вітер не давав можливості козакам напасти самотужки.
Турки вчинили провокацію, та українці не відреагували. Халіль-паша міркував, що за невдалого нападу козаки вчинять ще більш відчутний удар по Стамбулу.
До вечора козаки перебували у прибережних водах Стамбулу, після чого рушили на Батьківщину.

## Другий похід
Через два тижні до столиці Османської імперії рушила козацька флотилія значно більших розмірів: щонайменше 150 чайок, на кожній по 50 козаків. Турецькі джерела повідомляли про резерви, що пливли позаду. Її очолював кошовий отаман Григорій Чорний.
М. Йов розповідав, що 102 козацькі чайки вийшли на османський флот під командуванням паші, що складався з 25 великих галер, котрим допомагало 300 менших човнів (на кожному, ймовірно, по 25-50 людей). Битва між ними тривали кілька днів. В результаті, козаки розгромили турецький флот, після чого рушили до Стамбулу.
Турецькі кореспонденти описували їх дії так:
```
"Козаки простояли при берегах Босфору три дні, мов насміхаючись з безпорадності падишаха. Вони спалили Фарос, кілька сіл. Погрожували нападом на арсенал, і це наповнило страхом цілий Стамбул. Місто з напруженням спостерігало за їх діями. Нарешті, коли нарядили дві галери і з ними близько 20 човнів та вислали їх на море, стерегти козацького нападу, козаки ще постояли там, після чого відпливали з великою здобиччю."
```

## Перед третім походом
Диван, стурбований діями козаків, відправив до Реджеба-паші посланців котрі доповіли йому кидати кримські справи та негайно повертатися до Стамбулу.
Полонені козаки розказали, що вони здійснювали ці напади у змові з татарами. Це ще більше загострило взаємини між Османською імперією та Кримським ханством.

## Третій похід
Планувався на осінь того ж року.
На столицю імперії повинно було рушити не менш як 150 чайок. Проте через сильні вітри козаки близько місяця провели в Очакові. Там вони витратили значну частину продовольства і вирішили повертатися назад.